# Kommerzielle Koordinierung
Der Bereich Kommerzielle Koordinierung (BKK), kurz KoKo genannt, wurde am 1. Oktober 1966 im damaligen Ministerium für Außen- und Innerdeutschen Handel (MAI) der DDR gegründet.
Der Bereich KoKo hatte die Aufgabe, mittels der Koordinierung von kommerziellen Aktivitäten maximalen Gewinn in Valuta außerhalb des Staatsplanes zu erwirtschaften, und nahm damit eine inhaltliche wie rechtliche Sonderstellung ein.
Die Kommerzielle Koordinierung betätigte sich vor allem als Importeur von Embargogütern und war eng mit dem Ministerium für Staatssicherheit verzahnt. Anfang der 1970er Jahre erhielt KoKo den Status als „Devisenausländer“ und damit eine Sonderstellung in der DDR-Wirtschaft: Die DDR-Betriebe mussten mit KoKo wie mit Unternehmen aus dem westlichen Ausland handeln. Chef Alexander Schalck-Golodkowski unterstand nur Günter Mittag und Erich Honecker.
KoKo erwirtschaftete mindestens 28 Milliarden Valutamark (VM) Gewinn und trug dazu bei, die Defizite in der Handelsbilanz der DDR zu begrenzen und akuten Kreditbedarf kurzfristig zu bedienen.

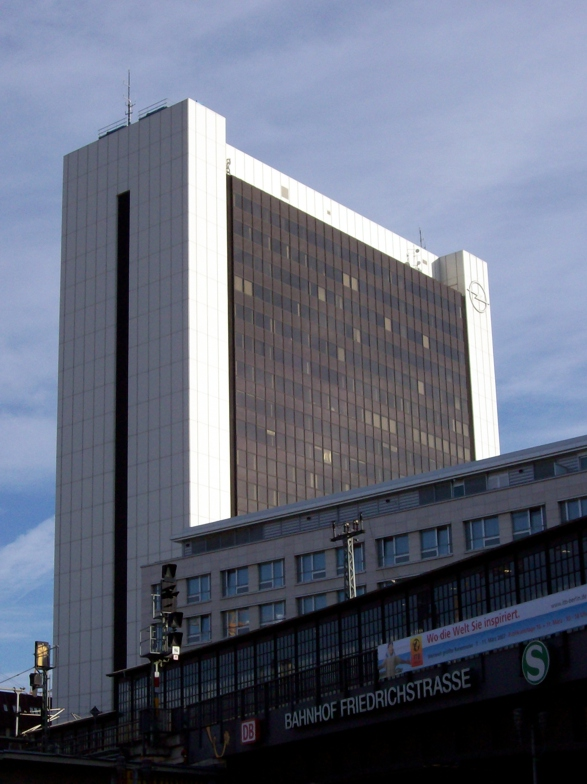
Internationales Handelszentrum (IHZ)

Der Bereich KoKo war in Hauptabteilungen, Abteilungen sowie Sektoren strukturiert und hatte mehr als 3000 Beschäftigte. Dabei verfügte er über ein Netz von Firmen und Kontakten zu Politik, Wirtschaft, Geheimdiensten sowie Händlern, mit deren Hilfe die kommerziellen Aktivitäten koordiniert wurden.
1989 umfasste der Bereich KoKo mehr als 150 Handelsgesellschaften, Briefkasten- und sonstige Firmen. Besonders hervorzuheben wären hier die Firmen F. C. Gerlach, G. Simon, Forgber und Camet des Ministeriums für Staatssicherheit bzw. der Hauptverwaltung A (HVA) sowie das Waffenexportunternehmen Imes Import-Export GmbH (IMES) mit seinem Hauptlager Kavelstorf bei Rostock.
Das Leistungsprofil des Bereiches KoKo beinhaltete fiskalische Geschäfte, Handelsgeschäfte, embargobrechende Technologieimporte, Waffenexporte, Import von Sondermüll aus der Bundesrepublik Deutschland und West-Berlin, Provisionseinnahmen durch Zwangseinschaltung von Vertreterfirmen, Transit- und Touristikgeschäfte, sogenannte kalte Enteignungen, Kirchengeschäfte und Häftlingsfreikäufe, Export von Kunst- und Kulturgegenständen, sogenannte Kontenfreimachungen, die Versorgung mit westlichen Konsumgütern und Kreditierung von Industrieinvestitionen.
Die staatlichen Kontrollinstanzen hatten nur einen sehr eingeschränkten Zugriff auf den Bereich KoKo. Kontrollen fanden lediglich in ausgewählten KoKo-Segmenten durch Sonderrevisionen des Ministeriums der Finanzen, durch das Ministerium für Staatssicherheit und die Leitung des Bereiches KoKo selbst statt. Dies war durch die Zwitterrolle zwischen (illegalem) Außenhandel und Ministerium für Staatssicherheit begründet.
Der komplexe Charakter des Bereiches KoKo sowie seine Einordnung zwischen Außenhandel, Wirtschaft und Geheimdienst waren die Ursache für zahlreiche Konflikte auch innerhalb der DDR-Institutionen. Die Gründe dafür lagen unter anderem in der Konkurrenz zwischen KoKo und den zuständigen Ministerien, im Kompetenzgerangel innerhalb des Ministeriums für Staatssicherheit und nicht zuletzt im dreifachen Unterstellungsverhältnis des Leiters des Bereiches KoKo, Alexander Schalck-Golodkowski, nämlich in Wirtschaftsfragen unter Günter Mittag, in sicherheitspolitischen Angelegenheiten unter Erich Mielke sowie in Fragen der deutsch-deutschen Beziehungen unter Erich Honecker.

## Geschichte
Das generelle Ziel der Einrichtung des Bereiches KoKo 1966 lag in der Devisengewinnerwirtschaftung, die nach planwirtschaftlichen Vorgaben koordiniert werden sollte. Bis dahin waren diese eher unabgestimmt, genau wie die illegalen Güterimporte, die ebenfalls vollkommen unsystematisch vollzogen wurden. Firmen, über die in den fünfziger Jahren entsprechende Geschäfte mit Wissen des MfS liefen, gab es bereits in großer Zahl, beispielsweise das Unternehmen F. C. Gerlach Export-Import, das aus einem Schwarzhandelsring hervorgegangen war. So war auch die Deutsche Handelsbank AG bereits vorher in diverse fragwürdige Devisen- und Finanzgeschäfte verwickelt und es existierten die sogenannten Kirchengeschäfte und Parteifirmen.

### Initiative zur Gründung

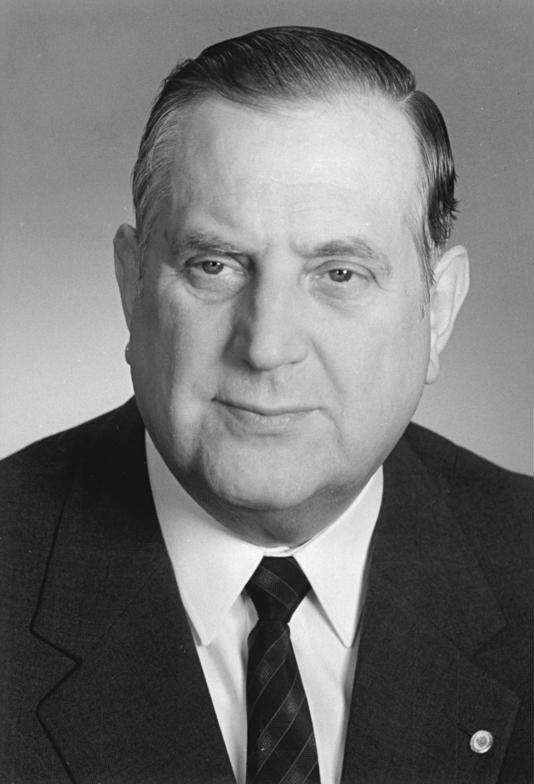
Alexander Schalck-Golodkowski

Die Initiative zur Gründung des Bereiches KoKo ging offenbar von Alexander Schalck-Golodkowski selbst aus, der in einem Brief vom 29. Dezember 1965 an Hermann Matern dafür warb und sich selbst für eine solche Aufgabe als prädestiniert bezeichnete. Die Idee sollte von Hans Fruck stammen, der eigene Interessen für seine HVA-Firmen verfolgte.
Ab 1957 sammelte Schalck-Golodkowski in diversen Positionen des Außenhandelsministeriums Erfahrungen im Westhandel, den Innerdeutschen Handel und mit ihm verbundene illegale Praktiken eingeschlossen. Als 1. Sekretär der SED-Kreisleitung des Ministeriums für Außen- und Innerdeutschen Handel (MAI) von 1962 bis 1966 lernte er zudem die wirtschafts- und handelspolitischen Hintergründe kennen, die der DDR Restriktionen setzten, und systematisierte diese Erkenntnisse in seiner Dissertation von 1970, die er zusammen mit Heinz Volpert verfasste und die den Titel Zur Bekämpfung der imperialistischen Störtätigkeit auf dem Gebiet des Außenhandels trug.
Im Spätsommer 1966 erhielt Schalck-Golodkowski den Auftrag, mit dem Aufbau des Bereiches KoKo im Ministerium für Außen- und Innerdeutschen Handel zu beginnen.

### Gründung
Im Mittelpunkt der praktischen Gründungsaktivitäten stand die Schaffung einer gemeinsamen Dachorganisation für die Handelsfirmen Genex, Transinter, Intrac, Zentral-Kommerz und Intershop. Als Kommerzielle Beziehungen bezeichnet, wurde der Bereich zunächst der HA XVIII (Absicherung der Volkswirtschaft) im MfS kommissarisch unterstellt.
Die Gründung des Bereiches KoKo erfolgte zum 1. Oktober 1966 gemäß Ministerratsverfügung vom April desselben Jahres und wurde dem Ministerium für Außen- und Innerdeutschen Handel direkt unterstellt. Im November übernahm Schalck-Golodkowski als Bevollmächtigter die Leitung, bis er per Ministerratsbeschluss vom 7. Dezember 1966 im Range eines Stellvertreters des Ministers bestätigt wurde. Als generelle Aufgaben galten gemäß der Verfügung 61/66:
- die maximale Erwirtschaftung kapitalistischer Valuten außerhalb des Staatsplanes
- die Durchführung der Kirchengeschäfte
- die handelspolitische Einflussnahme auf die MfS-Firmen F. C. Gerlach und G. Simon
- die Nutzung materieller Fonds der Staatsreserve B für zusätzliche Valutaeinnahmen (über Spekulationsgeschäfte an internationalen Warenterminbörsen)

### Auf- und Ausbau
Der Aufbau des Bereiches KoKo war bis 1969 abgeschlossen, und in den folgenden Jahren wurden seine Befugnisse schrittweise erweitert. Im Juli 1969 wurde eine Art Zwangsvertretersystem etabliert, die sogenannte Organisation staatlicher Handelsvertreter. Dies bedeutet, dass die KoKo nun im Besitz des Anfragemonopols war und somit die zuvor an westliche Handelsvertreter und Vertreterfirmen geflossenen Provisionen selbst kassieren konnte. Der hierfür zuständige Außenhandelsbetrieb Transinter nahm in den späten achtziger Jahren dadurch jährlich ca. 350 Millionen DM ein. Doch das Ziel, alle nichtstaatlichen Handelsvertretungen vom Markt zu verdrängen, konnte nicht erreicht werden.
1971 erteilte der Ministerrat der DDR dem Bereich KoKo per Verfügung die Zollhoheit. Somit wurde der kommerzielle Grenzverkehr in eigener Verantwortung sichergestellt. Der Status eines Devisenausländers ermöglichte dem Bereich KoKo ab 1972, über Devisenkonten der Deutschen Handelsbank AG und der Deutschen Außenhandelsbank am internationalen Zahlungsverkehr teilzunehmen. Bereits zu dieser Zeit hatte der Außenhandelsminister faktisch kein Zugriffsrecht mehr auf den Bereich KoKo. Mit der Ministerratsverfügung 15/75 wurden die Befugnisse und Aufgaben des Bereiches KoKo grundsätzlich überarbeitet. Nur anderthalb Jahre später wurden sie allerdings von Schalck-Golodkowski über eine Interne Ordnung erneut novelliert. Zum Jahreswechsel 1976/77 wurde der Bereich KoKo endgültig aus dem Außenhandelsministerium herausgelöst, wobei er diesem aber formal zugeordnet blieb. Der nun selbstständige Dienstbereich unterstand dem Sekretär des ZK der SED, Günter Mittag. Durch den Politbürobeschluss des ZK der SED vom 2. November 1976 wurde dem Leiter des Bereiches KoKo, Schalck-Golodkowski, der Status eines Staatssekretärs mit eigenem Geschäftsbereich verliehen.

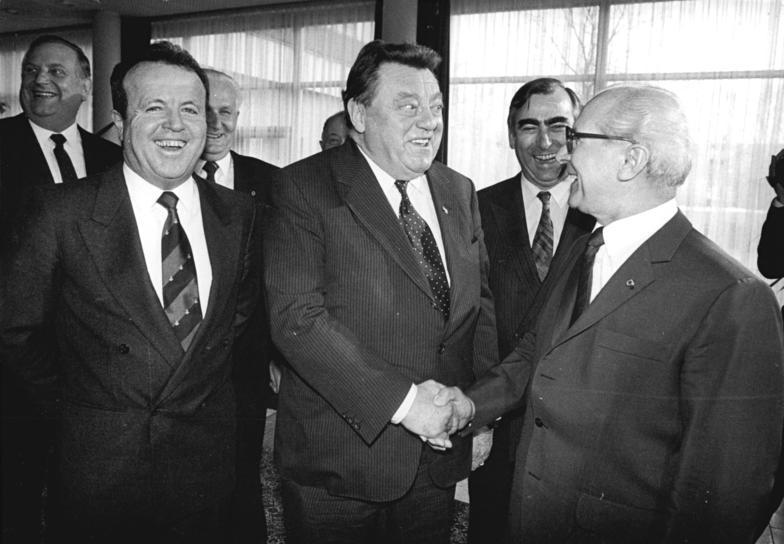
Deutsch-deutsche Begegnung bei der Leipziger Frühjahrsmesse 1987 – von links: KoKo-Chef Alexander Schalck-Golodkowski mit Gerold Tandler, Günter Mittag, Franz Josef Strauß, Theo Waigel und Erich Honecker

Schalck-Golodkowski hatte damit eine einzigartige Sonderstellung in der Staats- und Parteiführung inne, er war immerhin Unterhändler in den deutsch-deutschen Beziehungen, Mitglied zahlreicher Kommissionen und als Leiter des Bereiches KoKo Staatssekretär mit eigenem Geschäftsbereich, der sich um die Alltagsgeschäfte der KoKo-Betriebe nicht mehr kümmerte, außer wenn etwas schief lief. Der Bereich KoKo war Ende der 1970er Jahre ein staatlicher Großkonzern mit internationalen Geschäftsbeziehungen.
Noch weiter ausgebaut wurde der Bereich KoKo, als 1980 eine Regelung des MfS in Kraft getreten war, welche die Zuordnung der HVA-Unternehmen Asimex, Camet, Gerlach und Intersport verfügte. Die Deutsche Handelsbank AG wurde dem Bereich KoKo 1981 unterstellt, und 1986 erhielt er das Nutzungsrecht über die Staatsreserve A zur Gewinnerwirtschaftung.
Im Westen bestanden Verbindungen zur Rosenheimer März-Gruppe des Unternehmers Josef März, mit der man nicht nur durch Geschäfte, sondern auch durch gegenseitige Beteiligungen verstrickt war. und schließlich zu Kontakten mit Franz Josef Strauß führten.

### Rolle und Bedeutung

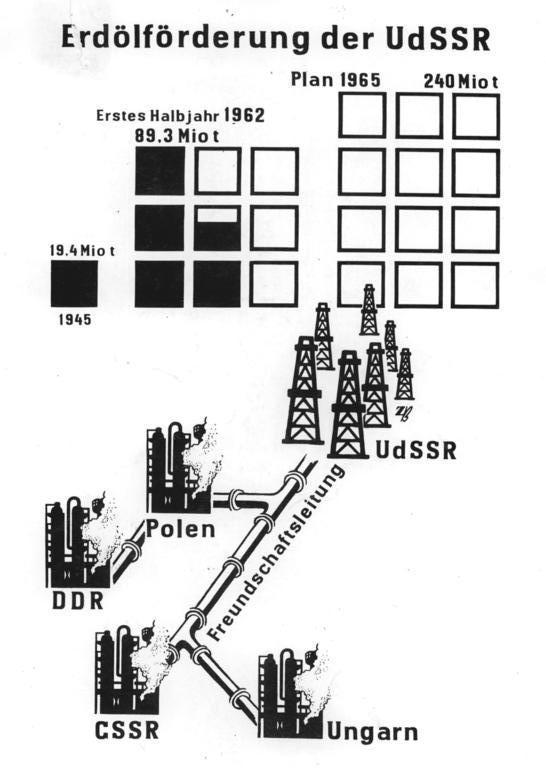
Zeitgenössische Darstellung der Rohstofflieferungen der SU an die industriellen Abnehmer im RGW

Mitte der 1970er Jahre wurde dem Bereich durch Beschluss des Politbüros der SED die wirtschaftliche Lenkung der entgegen den Vorschriften der Militärregierungsverordnung Nr. 53 in der Bundesrepublik Deutschland und auch in anderen westlichen Ländern aus Mitteln der DDR errichteten Unternehmen übertragen, die bis dahin von der Abteilung Verkehr des ZK der SED betreut worden waren.
Der seit den 1970er Jahren stetig ansteigende Lebensstandard und die Konsumgüterproduktion in der DDR war nicht zuletzt durch Importe aus dem Westen im sogenannten Interzonenhandel ermöglicht worden. Die notwendigen Devisen konnten nur zeitweise durch reguläre Exporte von laufenden Produktionsgütern erwirtschaftet werden. In der Bundesrepublik fand der Ölpreisschock 1972 statt. Die DDR profitierte davon zunächst, der Führung erschien die Krise als „Geschenk des Himmels“. Wegen der unterschiedlichen Verrechnungspreise (im fünfjährigen Mittel des Weltmarktpreises) im Rat für gegenseitige Wirtschaftshilfe (RGW) konnte sie Rohöllieferungen aus der UdSSR über die 1962 fertiggestellte Erdölleitung Freundschaft bis 1977 günstig beziehen und nach der Veredelung über den binnendeutschen Handel für den gesamten RGW wichtige Gewinne erzielen. Der spätere Verfall der Ölpreise auf dem Weltmarkt traf dann später mit der RGW-internen Preiserhöhung und Anfang der 1980er Jahre gedrosselten Lieferungen zusammen, die vorher bedeutenden Gewinnmargen fielen weg. Die SED (vgl. entsprechende Beschlüsse des IX. Parteitages) bemühte sich bereits ab 1977 um Ansätze zum Aufbau eines Mikroelektronikclusters. Das Kombinat Mikroelektronik Erfurt, der VEB Kombinat Robotron Dresden und das Kombinat VEB Carl Zeiss Jena wurden zur industriellen Basis eines DDR-Hochtechnologieprogramms. Man wollte im RGW quasi zum Monopolanbieter werden und sich so von der Rohstoffabhängigkeit lösen. Die KoKo sagte in der Endphase der DDR noch zu, Investitionen in diesem Bereich in Höhe von 1,2 Milliarden Valutamark als Kredit zu finanzieren. Ansätze zu verstärkten Rüstungslieferungen im Elektronikbereich scheiterten auch an der Friedens- und Reformpolitik unter Gorbatschow.

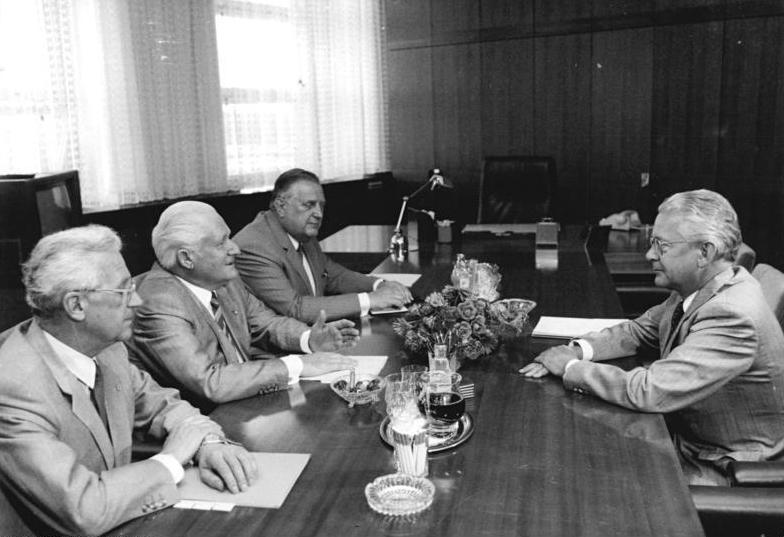
Berlin, Gespräch Günter Mittag (links, Mitte) und Hans-Peter Stihl (rechts), Präsident des Deutschen Industrie- und Handelstages (DIHT), ebenfalls dabei Alexander Schalck-Golodkowski (links, hinten)

Die fehlende Akzeptanz der SED-Diktatur in der ostdeutschen Bevölkerung, nicht zuletzt wegen der Erfahrungen des Volksaufstandes vom 17. Juni 1953 und des Baus der Berliner Mauer vom 13. August 1961, versuchte Honecker ab den 1970er Jahren durch sein Konsumprogramm (Einheit von Wirtschafts- und Sozialpolitik) zu kompensieren. Dies überforderte jedoch die Leistungsfähigkeit der innovationsträgen ostdeutschen Planwirtschaft und steigerte die Auslandsverschuldung der DDR bis hin zur drohenden internationalen Zahlungsunfähigkeit Anfang der 1980er Jahre. Der Bereich Kommerzielle Koordinierung schien durch seinen zunehmenden Einfluss im Außenhandel und nicht zuletzt im innerdeutschen Handel Abhilfe zu schaffen. So erzielte KoKo mit teilweise illegalen Methoden beträchtliche Exporterlöse. Aus Sicht des engsten Führungszirkels um Honecker konnten so notwendige Reformen der zentral gelenkten starren Planwirtschaft vermieden und das Machtmonopol der SED-Politelite erhalten werden.
Die durch KoKo beschafften monetären Mittel wurden jedoch nicht in ausreichendem Maße für dringend notwendige Investitionen in der ostdeutschen Industrie verwendet, sondern für Konsumausgaben etc. Dieser industrielle Substanzverlust wirkte sich nachteilig auf die ostdeutsche Volkswirtschaft aus. Deshalb verlor die DDR weiterhin an Wettbewerbsfähigkeit auf westlichen Märkten. Damit wurde KoKo für die Machthaber immer unentbehrlicher und erhielt weiteren Einfluss im Export und somit auch im Handel mit der Bundesrepublik Deutschland. Diese Entwicklung bekam Eigendynamik, stabilisierte kurzfristig die SED-Herrschaft, förderte langfristig den Verfall der DDR-Industrie und trug so zum Ende der DDR-Diktatur bei.
Auf die Bedeutung des Bereichs Kommerzielle Koordinierung für den Staatshaushalt der DDR wurde u. a. im Schürer-Bericht von 1989 eingegangen.

### Der Herbst 1989 und die Liquidation
Ein Sitzungsbeschluss des ZK der SED vom 24. Oktober 1989 unterstellte KoKo dem Generalsekretär des ZK der SED Egon Krenz. Ab November 1989 wurde KoKo zunehmend infrage gestellt. Auch wenn sich Egon Krenz für die Fortexistenz von KoKo aussprach, plädierte er für unumgängliche Strukturveränderungen und personelle Konsequenzen. Am 6. Dezember 1989 erließen die Ministerin für Finanzen und Preise Uta Nickel und der Minister für Außenwirtschaft (Ministerium für Innerdeutschen Handel, Außenhandel und Materialversorgung) Gerhard Beil der Regierung Modrow eine „Gemeinsame Anweisung“, in der Karl-Heinz Gerstenberger mit sofortiger Wirkung als kommissarischer Leiter des Bereichs Kommerzielle Koordinierung eingesetzt wurde. Die Aufgabe des kommissarischen Leiters bestand in der Einordnung des Bereichs in die Volks- und Finanzwirtschaft der DDR.
Nachdem ein geheimes Waffenlager der Koko-Firma IMES in Kavelsdorf bekannt wurde, entzog die Modrow-Regierung in vordergründiger Reaktion auf die Ereignisse dem Firmenkonglomerat öffentlichkeitswirksam seine Privilegien und stellte die Unternehmen den volkseigenen Außenhandelsbetrieben gleich. Die besonders „belasteten“ Firmen IMES und K&A mussten bereits zum Jahresende ihre Geschäftstätigkeit einstellen und wurden liquidiert.

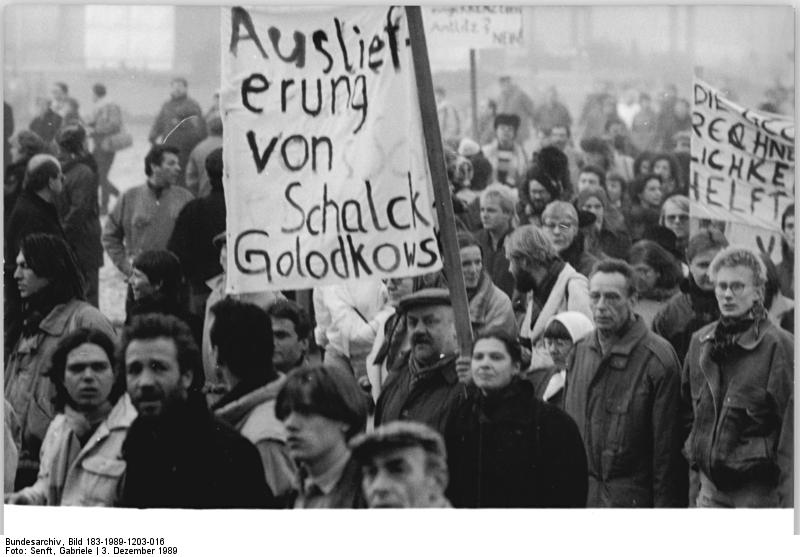
Berlin. – Demonstranten mit Transparent „Auslieferung von Schalck-Golodkowski“

Mit der Untersuchung der Koko-Unternehmen wurde die Unabhängigen Kommission zur Überprüfung des Vermögens der Parteien und Massenorganisationen der DDR (UKPV) beauftragt, die treuhänderische Verwaltung wurde der (Ur-)Treuhandanstalt übertragen bzw. ihrer Nachfolgeorganisation, der Bundesanstalt für vereinigungsbedingte Sonderaufgaben. Das KoKo-Geflecht schien bei der Auflösung der Abteilung im März 1990 undurchschaubar, nur wenige hatten Einblick in die geheimen KoKo-Geschäfte. Für DDR-Normalbürger war der Bereich bis zur Wende und friedlichen Revolution 1989 völlig unbekannt.

#### Abwicklung durch die Treuhandanstalt
Die Treuhandanstalt privatisierte bzw. wickelte u. a. die folgenden Unternehmen der Koko und deren Beteiligungen ab:
- Deutsche Handelsbank
- Novum

Bekannt sind die langjährigen Rechtsstreitigkeiten um das Vermögen der Novum GmbH, wonach Rudolfine Steindling als Treuhänderin noch vor der endgültigen juristischen Klärung etwa 450 Millionen DM von den Novum-Konten abhob, deren weiterer Verbleib nie geklärt werden konnte.
Vom 6. Dezember 1989 bis 28. Februar 1990 wurden 95 von 171 KoKo-Mitarbeitern in andere volkswirtschaftliche Bereiche vergesetzt. Weil die Staatliche Finanzrevision der DDR bzw. das Ministerium der Finanzen der DDR kein Kontrollrecht für KoKo besaß, existierte kein hinreichender Belegnachweis und somit war eine Transparenz betriebswirtschaftlicher Daten nicht gegeben. Außerdem waren die einzelnen Arbeitsbereiche voneinander isoliert und weder für den Gesamtbereich noch für die einzelnen Hauptabteilungen und Abteilungen gab es Arbeitsordnungen, innerbetriebliche Weisungen mit eindeutigen Festlegungen zu Rechnungsführung und Statistik, Verantwortlichkeiten oder Befugnissen. Im Dienstgebäude fanden sich 19,970 Tonnen Gold, das seit Oktober 1988 gekauft worden war. In der Verwertungsmasse befanden sich darüber hinaus Einfamilienhäuser, Kraftfahrzeuge, Bargeld, Schmuck, hochwertige Konsum- und Kulturgüter, Waffen und Munition.
Ursprünglich sollte KoKo als Staatsorgan bis zum 31. März 1990 abgewickelt werden, was aus technischen, finanziellen und wirtschaftspolitischen Erwägungen heraus nicht realisiert werden konnte. So war die erst am 31. März 1990 eröffnete Liquidation der Firma Forgber bis Ende Mai 1991 noch nicht abgeschlossen, da die Eintreibung von Forderungen gegen westdeutsche Gesellschaften, welche die Zahlung von vereinbarten Provisionen nachträglich mit dem Hinweis auf bestehende Zwangsvertretung ablehnten, nicht erfolgreich war. Ähnliche Probleme gab es mit der IMES GmbH, deren Liquidation zwar am 30. April 1991 beendet war. Doch blieb eine offene Forderung gegenüber dem iranischen Verteidigungsministerium aus einem umfangreichen Panzerreparaturgeschäft von ca. 23 Millionen US-$ insofern bestehen. Diese wurde an das Bundesministerium für Finanzen abgetreten.

### Aufarbeitung
Der Gesamtbereich der Kommerziellen Koordinierung war Gegenstand des 1. Untersuchungsausschusses des 12. Deutschen Bundestages unter dem Vorsitz des CDU-Abgeordneten Friedrich Vogel. Über das Ergebnis der Untersuchungen gab es umfangreiche Berichte, vor allem: Beschlussempfehlung und Bericht Drucksache 12/7600 vom 27. Mai 1994 mit drei Anlagenbänden und einem Anhangband.

## Auftrag
Hauptaufgabe war die Devisenbeschaffung mit allen legalen und illegalen Mitteln, über die Möglichkeiten des normalen Außenhandels hinaus.

### Beschaffung von Devisen
Die Versorgung mit Devisen zur Deckung der Importe basierte dabei auf mehreren Bereichen:
- Zum einen konnten mit den Intershops, die sich besonders in Bahnhöfen, Flughäfen und an Grenzübergängen und Transitstrecken befanden und den Bedarf der Reisenden aus den westlichen Ländern decken sollte, Gelder erwirtschaftet werden. Hierbei war von Vorteil, dass die Reisenden die Waren meist günstiger als im Herstellungsland erwerben konnten.
- Auch wurden über das „Versandhaus“ Genex Devisen erwirtschaftet. Der Genex-Kataloghandel richtete sich an Bundesbürger mit Verwandten und Bekannten in der DDR. Konnten DDR-Bürger nicht alle Produkte kaufen oder mussten sie auf Konsumgüter mitunter Jahre warten, so war eine Lieferung binnen weniger Wochen möglich, wenn die Bestellung über die Genex erfolgte und die Rechnungen mit Devisen beglichen wurden. So wurden in den Katalogen Lebensmittel, Kleidung, Häuser und auch Fahrzeuge der Marken MZ, Trabant, Wartburg und VW angeboten. Selbst bei den DDR-Fahrzeugen wurden diese kurzfristig geliefert, während DDR-Bürger bei Bezahlung mit Mark der DDR über zehn Jahre warten mussten.
- Die Kunst und Antiquitäten GmbH exportierte Kulturgüter aus staatlichem und privatem Besitz gegen Devisen. Zum Aufspüren dieser Kunstwerke bei Privatleuten und zur Absicherung der Geschäfte wurde eng mit den Fachabteilungen des MfS, der Zoll- und Steuerfahndung zusammengearbeitet.

Doch die damit erwirtschafteten Gelder konnten den Devisenbedarf nicht decken: So sank mit Einführung der Forum-Schecks 1979 der Umsatz in der Intershop-Ladenkette auf 774 Millionen Euro (1978: 896 Millionen Euro). Ab 1985 wurden jährlich mehr als eine Milliarde D-Mark (also mehr als 511 Millionen Euro) umgesetzt. Zum Vergleich: Die DDR-Auslandsschulden betrugen am Ende der 1980er Jahre 26,5 Milliarden US-Dollar – dieser Summe standen eigene Guthaben und Forderungen von 15,7 Milliarden US-Dollar gegenüber. Einen beträchtlichen Anteil davon erwirtschaftete das KoKo-Imperium unter Leitung von Alexander Schalck-Golodkowski, zu dem auch die Intershop-Ladenkette gehörte.
So kaufte KoKo auch im westlichen Ausland kleinere Unternehmen auf, verwaltete SED-Parteibetriebe im westlichen Ausland (meist Bundesrepublik Deutschland, Österreich; Treuhandunternehmen auch in Liechtenstein, Luxemburg und der Schweiz) und betrieb Waffenhandel. KoKo profitierte auch von den Geldern aus Häftlingsfreikäufen, Müllimporten aus West-Berlin, Blut- und Blutplasma-Export, Textil- und Zigarettenschmuggel u. a. Außerdem wurde mit Geldern in Millionenhöhe an westlichen Waren- und Termingeldbörsen spekuliert.
Geplant war auch die Gründung einer „deutsch-deutschen“ Bank in Zürich, die an die DDR Kredite von insgesamt vier Milliarden DM ausreichen sollte, wobei die DDR im Gegenzug das Reisealter für Westreisen ihrer Bürger um fünf Jahre senken sollte. Diese Planungen wurden als Zürcher Modell bezeichnet.

### Beschaffung von Embargoware
Ein wesentlicher Geschäftsbereich, für den die erwirtschafteten Devisen wieder ausgegeben wurden, war die Beschaffung von Embargoware aus nichtsozialistischen Staaten und West-Berlin (CoCom-Liste), insbesondere Hochtechnologie für den Aufbau der DDR-Mikroelektronik-Industrie (siehe Kombinat Robotron), komplette EDV-Anlagen und Militärtechnologie; allein 1986 bis 1990 fanden Käufe für angeblich 900 Mio. DM statt.

### Unterstützung von DKP und SEW
Ein weiterer Ausgabenposten der KoKo war die finanzielle Unterstützung der Deutschen Kommunistischen Partei (DKP) und der Sozialistischen Einheitspartei Westberlins (SEW).
Da die beiden deutschen Staaten aufgrund alliierter Vorbehalte auf dem Territorium des jeweils anderen Staates wirtschaftlich nicht aktiv sein durften, es aber andererseits ein wechselseitiges starkes Bedürfnis nach wirtschaftlichem Austausch und politischer Einflussnahme gab, wurden Handel und Transport z. T. über bundesdeutsche Unternehmen abgewickelt. Diese Unternehmen übernahmen unverzichtbare und von beiden Seiten wertgeschätzte Funktionen im Ost-West-Handel. Unter den gegebenen Bedingungen bedurfte es jedoch komplizierter Gesellschafterstrukturen u. a. auch mit Hilfe liechtensteinischer Stiftungen unter Betreuung und Regie der KoKo. In Absprache mit der Abteilung Verkehr des ZK der SED waren als Geschäftsführer und Prokuristen solcher Unternehmen auch Mitglieder der DKP tätig, die treuhänderisch Anteile an ihnen hielten.
Im Ergebnis war es möglich, z. B. über Anzeigen solcher Unternehmen in Zeitungen und Zeitschriften der DKP (u. a. Unsere Zeit) Beiträge nicht nur zur Finanzierung dieser Medien, sondern der DKP als Partei zu leisten.
Diese Unterstützung war in Politik und Medien allgemein bekannt, da diese Unternehmen insgesamt als DDR- bzw. DKP-geführt galten. Die BStU stellte dazu fest: „Tatsächlich war die westdeutsche Öffentlichkeit über diese Unternehmen gut informiert.“

## Organisation
Geleitet wurde der Bereich seit der Gründung von Alexander Schalck-Golodkowski, einem langjährigen Mitarbeiter des Ministeriums für Außenhandel, seit 1975 Staatssekretär für Außenhandel. Sein Stellvertreter war zunächst Horst Roigk und dann lange Jahre Manfred Seidel, beide wie Schalck-Golodkowski selbst, Offiziere im besonderen Einsatz (OibE) des MfS.

### Die Struktur der Zentrale
Die Zentrale des Bereiches KoKo bestand aus dem Bereich des Staatssekretärs, den Hauptabteilungen I, II und III sowie den selbstständigen Abteilungen Handelspolitik und Tourismus. Die Zentrale hatte ihren Sitz in der Wallstraße 17–22 in Berlin-Mitte. Der unauffällige Plattenbau wurde 2018 zugunsten eines Neubaus abgerissen.

### Der Bereich des Staatssekretärs
Dieser Führungsbereich umfasste zehn Mitarbeiter und ihm waren stabsförmig die Abteilungen Sekretariat, Kaderabteilung, Sicherheit, Zoll und Beschaffung untergeordnet sowie weitere Funktionalorgane wie Kuriere, Finanzen, Sonderbeauftragter und Einkäufer.

#### Abteilung Kader/Staatliche Ordnung, Sicherheit und Geheimnisschutz
Diese Abteilung umfasste 10 Mitarbeiter und war gegliedert in die Sektoren Information und Dokumentation, Kader, Ordnung und Sicherheit sowie Zoll. Ihr untergeordnet waren ferner die VS-Hauptstelle und die Objektwache.

### Die Hauptabteilung I
Die Leitung der Hauptabteilung I umfasste 48 Mitarbeiter und ihr unterstanden die Abteilung Inlandexport sowie der Sektor Letex mit dem Aufgabenprofil der Versorgung der Waldsiedlung (auch bekannt als Wandlitzsiedlung), wofür dem Bereich KoKo jährlich ca. 6 Mio. Valutamark zur Verfügung standen und Sigrid Schalck-Golodkowski unterstand. Ferner waren die Arbeitsgruppe Ministerium für Außenhandel sowie, was allerdings nicht zweifelsfrei geklärt ist, die Abteilung bzw. Arbeitsgruppe Firmen der Hauptabteilung I zugeordnet.
Der Hauptabteilung I waren 35 Institutionen des In- und Auslands zu- oder beigeordnet. Zudem fungierte sie leitend gegenüber dem Außenhandelsbetrieb Kunst- und Antiquitäten-GmbH sowie den Firmen F. C. Gerlach, Camet, Forgber und Asimex Import-Export-Agentur. Das Tätigkeitsspektrum umfasste diverse Geldgeschäfte, Konsumgüterimporte sowie Sondergeschäfte in den Bereichen Bauwesen, Kirchen, Kraftfahrzeuge und Bürotechnik. Über eigene Finanztitel hielt sie Beteiligungen an ausländischen Firmen wie Befisa S. A. Lugano, Intrac S. A. Lugano und Salinas S. A. Luxemburg.
Zur Hauptabteilung zählten ferner der Fahrdienst und die Komplexbrigade Hönow, mit Werkstatt, TV- und Radioreparatur, Innerer Verwaltung und Poststelle. Zu den sicherheitssensiblen Aufgaben der Komplexbrigade zählten unter anderem Installations- und Reparatureinsätze bei führenden DDR-Repräsentanten in deren Wohn- und Freizeitobjekten sowie die Installation und Wartung der Nachrichten-, Sicherungs- und Computertechnik im Bereich KoKo. Ihre Mitarbeiterzahl stieg von 1984 mit knapp über 40 auf zuletzt 65 an. Insgesamt verfügte die Hauptabteilung I 1989 über 171 Mitarbeiter, inklusive der Komplexbrigade Hönow.

#### Die Arbeitsgruppe MAH
Die AG MAH war mit kommerziellen Importen für das MfS befasst. Hieraus entstand eine gemeinsame Schnittmenge mit Importaufgaben von KoKo für die Volkswirtschaft. Die Importe erfolgten (Stand März 1984) auf der Grundlage der Importordnung des MfS vom 20. Dezember 1978. In dieser war festgelegt, dass die im Bereich KoKo gebildete Arbeitsgruppe die Realisierung des Importbedarfes des MfS ausschließlich über die bestehenden Beschaffungslinien des Bereiches KoKo zu realisieren hatte. Direktkontakte zu NSW-Firmen sollten vermieden werden. In der Konsequenz entstanden so zahlreiche Konflikte mit dem MfS bzw. der HVA.

#### Die Arbeitsgruppe Firmen
Die Arbeitsgruppe Firmen bzw. Parteifirmen verfügte über 4 Mitarbeiter. Dieser Arbeitsgruppe konnten ca. 75 Firmen unterschiedlicher Rechtsform zugeordnet werden, wie solche, die sich direkt im Eigentum der SED befanden, Holdings, Gemischte Gesellschaften sowie Firmen des Ottokar-Hermann-Komplexes. Eine devisenwirtschaftliche Beziehung existierte ferner zum Volkseigenen Außenhandelsbetrieb (VE AHB) Metallurgiehandel und seiner Abteilung Koordinierungshandel. Hier wurde auch über den Außenhandelsbetrieb Chemie-Export-Import die Koordinierung der Geschäfte mit der Firma Richard Karl Lämmerzahl-International durchgeführt, die aufgrund der alliierten Kontrollratsbeschlüsse nur gedeckt geführt werden konnten.
1989 wurden ca. 16 Millionen Valutamark für den Parteifonds des ZK der SED eingenommen. Die Arbeitsgruppe hielt Beteiligungen an 20 überwiegend in der Bundesrepublik ansässigen Firmen sowie an Gemischten Gesellschaften (GG) in Italien, Holland, Frankreich und Belgien. Die politische Leitung der Firmen erfolgte durch die Abteilung 72, Verkehr, des ZK der SED, die ökonomische durch Schalck-Golodkowski und die fiskalische Berichterstattung ging direkt an Erich Honecker.

### Die Hauptabteilung II
Zur Hauptabteilung II, die die Finanzbeziehungen zu den Außenhandelsbetrieben auf der Grundlage zentraler Beschlüsse und Weisungen zu gewährleisten hatte, zählten ca. 22 Institutionen. Sie war zuständig für die ökonomische Leitung der Außenhandelsbetriebe Intrac HGmbH, forum HGmbH und Transinter GmbH. Nicht ganz sicher ist die Zuordnung des Außenhandelsbetriebes Berliner Import-Export GmbH und der Video-Sound-Service GmbH, wobei die IMES GmbH ihr formal zugeordnet war. Die Leitung der Hauptabteilung II verfügte über knapp 20 Mitarbeiter. Ihr zugeordnet waren die Abteilungen Planung und Ökonomie, Intershop und Gestattungsproduktion sowie die zum 1. Januar 1988 eingerichtete Zentrale Finanzierung, die für Investitionskredite und die DDR-Zahlungsbilanz verantwortlich war. Die Abteilung Planung und Ökonomie war dabei zuständig für zentrale Planungsfragen und Zahlungsbilanzen, Intrac, Banken und Fondsbearbeitung. Daneben war die Abteilung Intershop und Gestattungsproduktion mit der Leitung und finanziellen Bearbeitung von forum, Intershop, Genex, Gestattungsproduktion sowie Transinter und dessen Handelsgesellschaften Transcommerz und Berliner Import-Export GmbH befasst.

### Die Hauptabteilung III (WTA)
Die Hauptabteilung III, auch WTA für Wissenschaftlich-technische Arbeit und Kooperation, war neben der Hauptabteilung I die wichtigste Organisationseinheit der Zentrale und hatte 20 Mitarbeiter. Ihr war lediglich der Außenhandelsbetrieb Elektronik Export-Import mit den Handelsbereichen 4 und 30 zugeordnet, sie besaß aber zahlreiche Arbeitsbeziehungen zu Außenhandelsbetrieben des Bereiches KoKo. Sie war das Schaltzentrum des milliardenschweren illegalen Technologietransfers, der Verkehrspolitik mit der Bundesrepublik, weiterhin Instrument wirtschaftspolitisch strategischer Überlegungen und besaß darüber hinaus für Schalck-Golodkowski die Bedeutung eines Stabsorgans. So waren einige Führungskräfte beauftragt, tagtäglich einen Westpressespiegel anzufertigen und ihn bis 7.30 Uhr, samstags bis 9.00 Uhr, vorzulegen. Ein weiteres Exemplar ging an Günter Mittag, ein drittes verblieb in der Hauptabteilung. Ein hoher Arbeitsanteil galt sachbezogenen Zuarbeiten für Günter Mittag.

### Die Abteilung Handelspolitik
Die Leitung der Abteilung Handelspolitik bestand aus 4 bis 6 Mitarbeitern in den Sektoren Ausgewählte afrikanische Länder und Spezielle Technik. Ferner verfügte die Abteilung über Büros in Maputo, Kairo und Teheran. Die Aufgaben der Abteilung Handelspolitik lagen in der Akquisition und der Pflege von Auslandskontakten zu wirtschaftlich einflussreichen Kreisen in Staaten der Dritten Welt sowie in der konzeptionellen Mitarbeit an wirtschaftspolitischen Grundsatzfragen, etwa für Politbürovorlagen. Der Sektor Spezielle Technik war der auf Waffengeschäfte ausgerichtete Außenhandelsbetrieb IMES einschließlich seiner Verbindungen zum Ingenieurtechnischen Außenhandel (ITA) der NVA. Die IMES galt der Abteilung Handelspolitik als inhaltlich zugeordnet und formal der Hauptabteilung II.

### Die Abteilung Tourismus
Die Abteilung Tourismus bestand aus dem Sektor Tourismus und einem Sekretariat. Sie hatte 5 Mitarbeiter. Zum Geschäftsfeld der Abteilung zählten der organisierte Tourismus aus der Bundesrepublik und West-Berlin, der Verkauf von Übernachtungsleistungen und Eintrittskarten für kulturelle Veranstaltungen sowie die avisierte Zulassung von Reisezugwagen ausländischer Reiseveranstalter auf dem Schienennetz der Deutschen Reichsbahn. Zum 31. Oktober 1987 wurden über den VEB Reisebüro der DDR, die Interhotels und die Hotels Metropol, Palasthotel, Bellevue, Merkur sowie das Grand Hotel insgesamt knapp 95 Millionen Valutamark erwirtschaftet.
Schon seit Ende der sechziger Jahre finanzierte KoKo das Warnemünder HO-Hotel Neptun. Schalck-Golodkowski bezeichnete dies als unser Einstieg in das internationale Tourismusgeschäft mit dem Ziel der Refinanzierung und des Devisenerwerbs durch westliche Hotelgäste. Seit dem 1. Januar 1978 erfolgte die zentrale Planung und Leitung des NSW-Tourismus des VEB Reisebüro der DDR und der Interhotels auf dem Gebiet der Valutaerwirtschaftung durch den Bereich KoKo.
Seine Kompetenzen gegenüber dem Ministerium für Verkehrswesen regelten der ZK-Beschluss vom 19. Oktober 1977 und der folgende Ministerratsbeschluss vom 27. Oktober 1977. Beide wurden 1989 novelliert. In die Zuständigkeit von KoKo fielen auch die Finanzierung des Baus sowie die Rekonstruktion und Instandhaltung dieser Hotels.
Der Bereich KoKo unterhielt für eigene Zwecke auch im Hotel Neptun in Warnemünde eine ständige Suite.